# Umore (singolo)
Umore è un singolo del gruppo musicale italiano Psicologi insieme ad Ariete, entrato in rotazione radiofonica il 6 maggio 2022.

## Video musicale
Il video musicale è stato diretto da Ass.Essore e pubblicato il 29 aprile 2022 sul canale YouTube del gruppo.

## Classifiche
| Classifica (2022) | Posizione massima |
| ----------------- | ----------------- |
| Italia            | 83                |